# 加利美洲鱥
加利美洲鱥（學名：Notropis calientis），為輻鰭魚綱鯉形目雅羅魚科的其中一種，被IUCN列為極危保育類動物，分布於北美洲墨西哥中部的萊爾馬河、聖地亞哥格蘭德河和帕努科河流域，本魚體細長呈長橢圓形且側扁，眼大，吻尖，口下斜位，背部褐色，腹部銀白色，體中央有一條深色縱帶，從鼻子延伸至尾柄，下巴呈白色，尾鰭和背鰭顏色較暗，而其他鰭顏色較淺。 在繁殖期，顏色會變成明亮的金黃色，尾鰭分叉，上下葉圓鈍，身體覆蓋著大片鱗片，體長可達5公分，棲息在山區的溪流及泉水區，生活習性不明。